# Plusia marisola
Plusia marisola är en fjärilsart som beskrevs av Krulikovski. Plusia marisola ingår i släktet Plusia och familjen nattflyn. Inga underarter finns listade i Catalogue of Life.